# 波塞斯
波塞斯（法語：Possesse，法語發音：[pɔsɛs]）是法国马恩省的一个市镇，属于维特里勒弗朗索瓦区。

## 地理
波塞斯（48°53'18"N, 4°48'17"E）面积35.87 平方千米，位于法国大東部大區马恩省，该省份为法国东北部内陆省份，北起阿登省，西北接埃纳省，西南接塞纳-马恩省，南至奥布省，东南接上马恩省，东临默兹省。
与波塞斯接壤的市镇（或旧市镇、城区）包括：孔托、比西勒勒波、沙尔蒙、勒沙特利耶、圣让德旺波塞斯、圣马尔叙勒蒙、内唐库尔、韦尔南库尔、索梅耶。

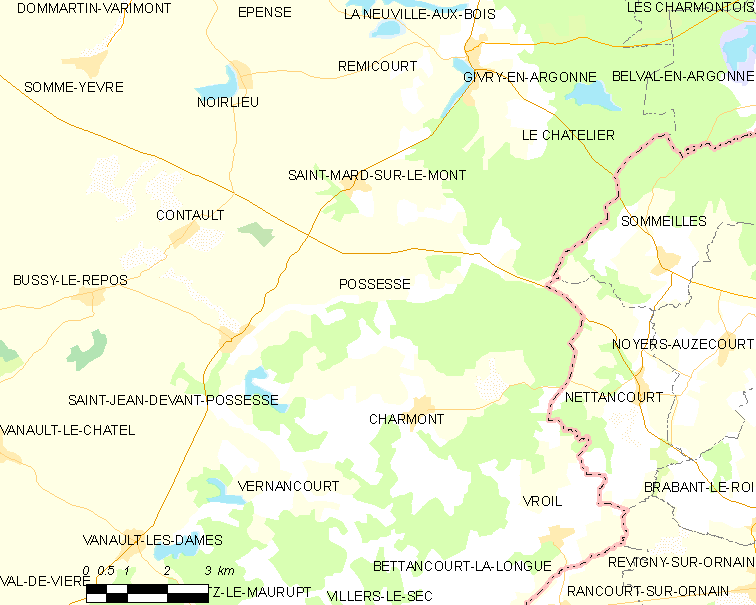
波塞斯的OSM定位图

波塞斯的时区为UTC+01:00、UTC+02:00（夏令时）。

## 行政
波塞斯的邮政编码为51330，INSEE市镇编码为51442。

## 政治
波塞斯所属的省级选区为塞迈兹莱班县。

## 人口

1962-2008年间波塞斯人口变化图示

波塞斯于2022年1月1日时的人口数量为124人。